# Алшанов, Рахман Алшанович
Алшанов Рахман (13 сентября 1947, Берлик, Мойынкумский район, Джамбулская область, Казахстан) — казахстанский учёный, общественный деятель.
Отец Алшан Коренов — участник Великой Отечественной войны, мать Бибихадиша Коренова — труженик сельского хозяйства, после ранней смерти мужа оставшаяся главой большой семьи, состоящей из четверых детей Жибек, Рахмана, Жумакуль и Рахманкула.

## Биография

### Образование
Окончил Казахский государственный университет им. С. М. Кирова (1974 г.), экономист, преподаватель политэкономии.
Доктор экономических наук (тема диссертации: «Теория экономических противоречий: эволюция и проблемы развития», 1991 г.). Профессор. Академик Академии естественных наук РК (1996 г.), академик Международной экономической академии «Евразия» (1998 г.), академик Национальной инженерной академии РК (2000 г.), академик Международной инженерной академии (2004 г.).

### Трудовая деятельность
- 1965—1969 — учитель начальных классов, центрифуговщик Чуйского сахарного завода, кассир, инструктор Коктерекского совхозрабкоопа, служил в армии
- 1969—1974 — студент Казахского государственного университета
- 1973—1988 — секретарь комитета комсомола, старший преподаватель, заместитель секретаря парткома, доцент, старший научный сотрудник, декан философско-экономического факультета КазГУ
- 1974—1978 — член Центрального комитета ЛКСМ Казахстана
- 1988—1992 — ректор Республиканского института повышения квалификации работников культуры
- 1991—1994 — председатель Творческого союза работников культуры Казахстана
- 1992—1993 — заместитель директора Центра внешней экономики Академии наук Казахстана
- 1992—н/в — ректор университета «Туран»
- 1996—2002 — член Совета попечителей Казахского государственного национального университета им. Аль-Фараби
- 1999—2001 — президент Ассоциации учреждений образования Республики Казахстан
- 2000—н/в — президент Международной общественной академии туризма
- 2000—2006 — член Совета по делам молодежи при Правительстве Республики Казахстан
- 2001—н/в — президент Ассоциации вузов Республики Казахстан
- 2002—2006 — член политсовета партии «Отан»
- 2004 — кандидат в депутаты Мажилиса Парламента Республики Казахстан 3-го созыва
- 2011 — руководитель Алматинского городского общественного штаба кандидата в Президенты РК Н. А. Назарбаева
- 2011—2016 — председатель Общественного совета по борьбе с коррупцией при Алматинском городском филиале партии «Нур Отан»
- 2012—2021 — депутат Алматинского городского маслихата[3]
- 2012—н/в — член совета директоров ТОО «Технопарк КазНТУ им. К. И. Сатпаева»
- 2015 — руководитель Алматинского городского общественного штаба кандидата в Президенты РК Н. А. Назарбаева
- 2015 — н/в — вице-президент Национальной инженерной академии Республики Казахстан[4]
- 2015 — н/в — президент Академии экономических наук Казахстана[5]
- 2016—н/в — председатель Общественного совета города Алматы[6]
- 2016—2018 — член совета директоров, независимый директор АО «Altyn Bank»[7][8]
- 2019 — руководитель Алматинского городского общественного штаба кандидата в Президенты РК К. К. Токаева[9]
- Член Совета экономических консультантов при премьер-министре Республики Казахстан
- Член коллегии Министерства образования и науки Республики Казахстан[10].

В 1992 г. инициировал создание первого в Казахстане негосударственного университета «Туран», бессменным ректором которого он и является. В настоящее время данное учебное заведение превратилось в корпорацию «Туран», состоящую из двух университетов (в Алматы и Астане), двух колледжей «Туран» (в Алматы и Астане), лицея «Туран» (в Алматы), двух научно-исследовательских институтов (Института системных исследований казахстанского общества, Института мирового рынка), нескольких научных центров, Образовательно-оздоровительного комплекса «Тау-Туран», Международной академии «Туран-Профи», магистратуры, аспирантуры, докторантуры, специализированного совета по защите кандидатских диссертаций. Президентом корпорации «Туран» единогласно избран профессор Р. А. Алшанов.
По его инициативе организован издательский центр, выпуск остродефицитных вузовских учебников нового поколения и прежде всего — на государственном языке. Создан центр «Карьера», занимающийся трудоустройством выпускников вузов, совместно с работодателями проводятся республиканские форумы, подписаны и действуют соглашения с промышленными ассоциациями. При Ассоциации вузов создан Инновационный центр для привлечения учебных заведений в разработку и внедрение наиболее востребованных научных проектов, передовых технологий. По инициативе Рахмана Алшанова в институты развития, Министерство образования и науки, Министерство индустрии и торговли внесены проекты комплексных программ «Химические источники тока», «Солнечная энергетика Казахстана», в стадии подготовки находятся около 25 комплексных программ, разработанных на основе 800 исследовательских работ.

## Награды
- Орден Парасат (2016)[11]
- Орден Дружбы народов (1984)
- Медали
- Почётная грамота ВС КазССР (1981)
- Отличник образования РК
- Почётный работник туризма РК
- Почётный работник образования РК
- Заслуженный деятель Казахстана
- Медаль «Инженерная доблесть» (Международная инженерная академия, 2016)[12]
- Юбилейная медаль «20 жыл Астана» (2018)[13]
- Медаль «Заслуженным ветеранам комсомола» (2018)[14]
- Звание «Почётный гражданин Алматы» (18 сентября 2020 года)[15]

## Семья
Жена — Ашимбаева Алида Туймебаевна, доктор экономических наук, профессор (1955—2014).
Сыновья — Данияр (1976 г.р.), Айдар (1979 г.р.) Дочь — Жаннат (1987 г.р.)